# تنظيف (علم التحريج)

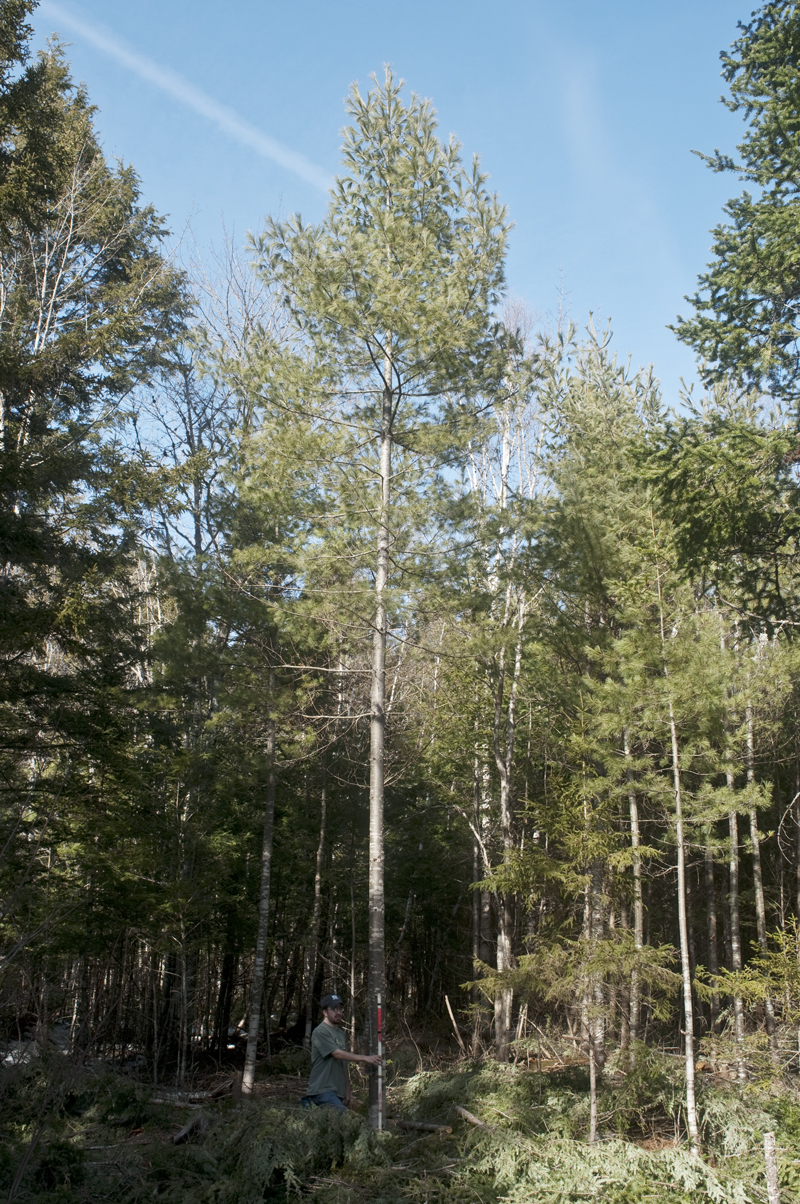
الصنوبر الأبيض الشرقي بعد إزالة الأعشاب الضارة وعمل التنظيف.

تنظيف وإزالة الأعشاب الضارة مصطلح يشير إلى ممارسة اختيار الأشجار المرغوب فيها وإزالة أو قتل الأشجار التي تهدد بقائهم على قيد الحياة أو في نموهم.
- يشير مصطلح التنظيف، الذي يُستخدم بشكل صحيح، إلى إزالة الأشجار المنافسة الذين هم أطول بشكل ملحوظ من الأشجار المرغوبة.
- في حين يشير مصطلح إزالة الأعشاب الضارة إلى إزالة النباتات والشجيرات العشبية بشكل رئيسي التي لها نفس الارتفاع، ولكنها لا تزال تتنافس على الموارد التي يمكن أن تستخدمها الأشجار المرغوبة.[2]